# 他性空
他性空（或），又譯他空，也稱為彼彼空，佛教術語，大乘佛教中對於空性的一種見解，主張在自性之外的法，其自性是空性。抱持這種見解，稱為他空見。
一般認為，唯識學派與如來藏學派皆主張他性空，亦即世俗諦是空、勝義諦是有，與主張一切法自性空的中觀學派的核心主張不同，長久以來有著爭議。
藏傳佛教中的覺囊派是第一個明確以他空見立宗義的宗派，寧瑪派中又稱他空見為大中觀，或了義大中觀。大手印也採用他空見。

## 字源
他性空，是一個複合名詞。其字根有（bhāva），指法的存有本身，即法的自性（svabhāva），本體或本質。詞頭पर（para-），意為其他的，與自我的（स्व，sva-）相對，凡不是屬於自我的，皆可說是他。他性這個名詞，相對於自性（sva-bhāva），指非存有本身的其他存有，也被拼為，也就是法自性之外的其他自性。在龍樹《中論》等中，對自性及他性做了探討，Jay L. Garfield在其英譯《中論》中，將他性譯為。

## 概論
大乘佛教的《般若經》，將空性見解的十八空，歸結為四空：有性空、無性空、自性空、他性空。他性空也被歸納在其中，在《楞伽經》中也被稱為彼彼空。自性可以被用來作為真如、法性、實際等的同義詞，龍樹認為，在未斷見結時，產生執著，認為在真如自性之外，還存在其他的法，因此說他性空，來斷除這種錯誤見解。
作為空性見解中的一種，他性空，如其字面意義，係認為某個特定法自性之外的其他法自性，其本質都是空性。因為在佛教中，自性可以有兩種解釋，一種是世間一切法的自性，另一種則是勝義的真如自性。若肯定真如法性為真實自性，在真如法性之外的世俗法自性則為他性，因此他性空也可以解釋為，勝義真如法性之外的世俗法自性為空性。這種見解，雖然沒有明言，但暗示了自性是不空的，也就是有的。根據他性空的論點，他性空論者，一般抱持著世俗自性是空性，但是勝義自性是存在的立場，這個觀點造成大乘佛教中長久的爭議。
龍樹認為「因他性故無自性」，而以「一切法無自性故空」立宗。有現代學者依據彼彼空論述，認為漢譯《中阿含經》的《小空經》論說了「約他性說空、約自性說不空」。並且有別於漢傳傳統理論，依據方法論的不同而劃分了空有二宗：龍樹的徒眾主張自空即「此法有故、此法即空」隨後形成中觀學派，又稱空宗；主張他空即「此法是空、餘法不空」的學派，如唯識學派與如來藏學派，通常被稱為有宗。

## 學說根源
他性空的思想，可追溯至部派佛教時期對空行相和空三摩地的論述。說一切有部的四諦十六行相中，苦諦四行相即《雜阿含經》中的於五取蘊思惟非常、苦、空、非我，但不定說「諸法皆空」，理由是一切法「約他性空、約自性不空」。
《中阿含經》的《小空經》中有「約他性空、約餘者不空」的說法，其含義為：某自體中無特定的其他客體而稱其為空，這個自體中有特定的其餘客體而稱其為不空。譬如有時因其中無象等人物的緣故而說某堂舍空，有時因其中有比丘的緣故而說此堂舍不空。
在《瑜伽師地論》的進一步解說中，因其自身有所缺失等緣故亦可說此堂舍空，但不能說此堂舍畢竟空。《楞伽經》在彼彼空中有更進一步解說，因他法故空或因他法故不空的論斷，不蘊涵自法和他法本身為空。

## 大乘佛教經典
在大乘佛教經典中有多處提到他空之名相，如《光讚經》卷第六有說到蘊處界五陰十八界者都有生住異滅的現象，都無自性，暫有，最後都畢竟空，不論佛出不出現，唯有本住法常住，祂寂滅故無本，無本就是本際，又為他故空，是菩薩摩訶薩所應修行的大乘法門。又《光讚經》也提到他空。
繼《正法念處經》所說：若修行人能以無常，自空，他空，無我來修禪便是上上根有智慧的人，那麼此人離到達涅槃彼岸就不遠了。《大寶積經》，更有提到自空與他空故彼則寂靜。
《大般涅槃經》說，聲聞緣覺只見一切空，卻見不到不空。於蘊處界見一切都無我，卻不見真我。因此之故，說聲聞緣覺不得第一義空。因不得第一義空的緣故，說聲聞緣覺不行中道。無中道的緣故，他們見不到成佛之性。又說，唯有有智慧的菩薩才能見到空與不空，才能見到常與無常、苦之與樂、我與無我，這些修行人才是真正行於中道。那些不見空與不空的凡愚眾生也就見不到成佛之性，這都是因為他們的智慧被無明所覆蓋故。
《楞伽經》中指出虛妄想像自性執著者常惰於自性空與彼彼空等七種空的妄想中。

## 覺囊派宗義
在西藏眾多學派中唯有覺囊派獨持他空見，印度的佛典中雖有他空名相但極少流通，故他空並非覺囊派獨創的佛學新名詞，覺囊派承認有情都有真如本性。認為萬法都是暫有的，只有覺明或覺性才真正存在。
覺囊派認為世俗諸法是因緣所生，所以無自性，是自空。而勝義諦「則非緣和之無為法」，是他空，屬實有。自空是西藏諸多中觀學派的主要見解。自空認為世界上的一切事物現象，是假借的概念和名相，本身並沒有獨立的實體性。但覺囊派認為勝義或如來藏不是自空，而是他空。其他西藏教派有主張成佛是證空性，把勝義、世俗一起空掉，把勝義如來藏說成是緣起性空。覺囊派認為這樣世俗萬物就失去依託，認為：「說畢竟空者，認為一切都是空的，他們忽略了如來藏的秘奧和自覺之妙智。」認為佛性若自空，求出離三界解脫，契證佛果等都成為毫無意義的事。

### 反對意見
格魯派宗喀巴，依據中觀應成派看法，反對他性空見解。
薩迦派果然巴，認為宗喀巴的應成中觀見為斷見，覺囊派的他空見為常見。

## 外部連結
- 覺囊派-他空見 （页面存档备份，存于）